# Невероятное путешествие (книга)
«Невероятное путешествие» — книга шотландской писательницы Шейлы Барнфорд. Впервые была опубликована издательством «Hodder & Stoughton». Книга рассказывает историю трёх домашних животных: двух собак и кошки, которые отправляются в путешествующие в 300 миль по дикой местности Канады в поисках своих любимых хозяев. Верность и мужество помогают им преодолеть все трудности этого опасного путешествия. Сюжет разворачивается в северо―западной части Онтарио, где много озёр, рек и широко разбросанных небольших ферм и городов.
Книга считают детской, хотя Барнфорд заявила о том, что не писала её специально для детей. Повествование имела скромный успех после первой публикации, но стала широко известна после 1963 года, когда компания «Уолт Дисней» сняла по ней одноимённый фильм. В 1993 году вышел его ремейк под названием «Дорога домой: Невероятное путешествие».

## Сюжет
Семья Хантеров уезжает в далёкий путь на несколько месяцев, потому что главу семейства пригласили в другую страну для преподавания в университете. Они увозят своих домашних животных, двух собак и одну кошку, к другу семьи, мистеру Джону Лонгриджу, который должен присмотреть за ними, пока их хозяева будут долго отсутствовать.
Однажды сам Джон Лонгридж уехал на двухнедельную охоту на уток. Собаки и кошка, тоскующие по своим хозяевам, решают отправиться на поиски Хантеров. Миссис Оукс, которая присматривала за домом Лонгриджа, не находит животных и решает, что Джон взял их с собой.
Собаки и кошка следуют своим инстинктам и идут на запад, к дому, в 300 милях от канадской глуши. Им предстоит встретиться со многими препятствиями на своем пути; от бурных рек до раздражительных людей. Но они, тем не менее, храбро борются со всеми трудностями. И наконец, они доходят до своего дома.

## Награды
- Лауреат детской книжной премии имени Дороти Кэнфилд Фишер 1963 года[3]
- Обладатель премии «Книга года для детей» Канадской библиотечной ассоциации 1963 года[4]
- Лауреат премии Американской библиотечной ассоциации 1963 г[5] .
- Награда Международного совета по книгам для молодежи (IBBY)[6]